# Kastl (powiat Tirschenreuth)
Kastl – miejscowość i gmina w Niemczech, w kraju związkowym Bawaria, w rejencji Górny Palatynat, w regionie Oberpfalz-Nord, w powiecie Tirschenreuth, wchodzi w skład wspólnoty administracyjnej Kemnath. Leży około 32 km na południowy zachód od Tirschenreuth, przy linii kolejowej Weiden in der Oberpfalz - Bayreuth. W 2005 gmina została wybrana w plebiscycie Unser Dorf hat Zukunft (pol. Nasza wieś ma przyszłość).

## Dzielnice
W skład gminy wchodzą następujące dzielnice: Altköslarn, Birkhof, Gründlhut, Haidhügl, Kastl, Mühlhof, Neuenreuth, Reuth, Senkendorf, Troglau, Unterbruck, Weha, Wolframshof.